# Источник молодости (фильм)
«Источник молодости» яп. 思春の泉: сисун но идзуми) — фильм режиссёра Набуо Накагавы, вышедший на экраны в 1953 году. Экранизация романа Ёдзиро Исидзаки.

## Сюжет
На остров Хонсю пришла долгожданная радостная пора сенокоса. На полях кипит работа — трудятся стар и мал.
Для девушки Мойоко и юноши Токидзо это скорее развлечение, чем труд. Оба они молоды, веселы, возбуждены общим ожиданием праздника урожая и даже ещё не догадываются, что начинают любить друг друга. Поэтому-то первый же робкий намёк на признание вносит такое смятение в их души и чуть не приводит к серьёзной размолвке.
Медвежью услугу оказали влюблённым их сварливые тётушки. Хорошо, что местный мудрец — полицейский Накамура — понял, в чём тут дело, и склонил тётушек отпраздновать после сбора урожая свадьбу счастливых Мойоко и Токидзо.

## В ролях
- Сатико Хидари — Мойоко
- Кэн Уцуи — Токидзо
- Эйдзиро Тоно — Накамура, полицейский
- Сумико Абэ — Тонмару
- Токуэ Ханадзава — Кинсаку
- Тиэко Хигасияма — пенсионерка
- Тэруко Киси — Содэко
- Томоо Нагаи — Ёмосити
- Эйтаро Одзава — староста деревни
- Тоё Такахаси — Тамэко

## Премьеры
- — национальная премьера фильма состоялась 3 ноября 1953 года[1].
- — с июля 1957 года фильм демонстрировался в советском кинопрокате[комм. 1][2].

## Комментарии
1. ↑  В советском прокате фильм демонстрировался с июля 1957 года — опубликовано: журнал для работников кинопроката «Новые фильмы», 1957. Выпуск 3: Ориентировочный план выпуска новых художественных фильмов в 3 квартале 1957 года.